# Badal Singh
Badal Singh var en raja i norra Indien som kan ha börjat anlägga staden Agra 1475. Staden gick då under namnet Taj.